# Ligue C des éliminatoires du Championnat d'Europe féminin de football 2025
La Ligue C des éliminatoires du Championnat d'Europe féminin de football 2025 est la deuxième division de la phase qualificative du Championnat d'Europe 2025. La Ligue C est composée de 19 équipes nationales.

## Format
La Ligue C se compose des associations classées de la trente-troisième à la cinquante-et-unième place sur la base du classement général de la Ligue des nations 2023-2024, et se divise en quatre groupes de quatre équipes et en un groupe de trois équipes.

### Championnat d'Europe 2025
La première équipe de chaque groupe ainsi que les trois meilleurs deuxièmes de groupe se qualifient pour les barrages de ces éliminatoires,.

### Ligue des nations 2025
Les équipes classées premières de chaque groupe sont promues en Ligue B, tandis que toutes les équipes restantes se maintiennent en Ligue C,.

### Tirage au sort
Les équipes sont attribuées à la Ligue C en fonction du classement général de la Ligue des nations 2023-2024, le 28 février 2024. Elles sont réparties en quatre chapeaux de quatre équipes, placées selon la liste d'accès.
Le tirage au sort de la phase de ligue a lieu le 5 mars 2024 à Nyon.
Les équipes sont placées dans les chapeaux servant au tirage en suivant le classement général de la Ligue des nations 2023-2024.
Les restrictions appliquées concernant les équipes devant aller dans un groupe de quatre équipes pour les Éliminatoires européens :
- Groupe de trois équipes en Ligue des Nations :
  - Bulgarie
  - Macédoine du Nord

| Équipe      | Classement |
| ----------- | ---------- |
| Slovénie    | 28         |
| Grèce       | 29         |
| Biélorussie | 30         |
| Roumanie    | 31         |
| Albanie     | 32         |

| Équipe     | Classement |
| ---------- | ---------- |
| Lettonie   | 38         |
| Monténégro | 39         |
| Bulgarie   | 40         |
| Estonie    | 41         |
| Lituanie   | 42         |

| Équipe            | Classement |
| ----------------- | ---------- |
| Luxembourg        | 43         |
| Kazakhstan        | 44         |
| Macédoine du Nord | 45         |
| Chypre            | 46         |
| Andorre           | 47         |

| Équipe     | Classement |
| ---------- | ---------- |
| Géorgie    | 48         |
| Moldavie   | 49         |
| Îles Féroé | 50         |
| Arménie    | 51         |

## Groupes
Légende des classements
- Qualification pour les barrages
- Qualification possible pour les barrages

### Groupe 1
| Rang | Équipe        | Pts | J | G | N | P | Bp | Bc | Diff |  | Résultats (▼ dom., ► ext.) |     |     |     |     |
| ---- | ------------- | --- | - | - | - | - | -- | -- | ---- |  | -------------------------- | --- | --- | --- | --- |
| 1    | Biélorussie R | 18  | 6 | 6 | 0 | 0 | 19 | 0  | +19  |  | Biélorussie R              |     | 3-0 | 3-0 | 5-0 |
| 2    | Géorgie       | 10  | 6 | 3 | 1 | 2 | 6  | 7  | -1   |  | Géorgie                    | 0-2 |     | 2-2 | 1-0 |
| 3    | Lituanie      | 7   | 6 | 2 | 1 | 3 | 5  | 10 | -5   |  | Lituanie                   | 0-3 | 0-1 |     | 1-0 |
| 4    | Chypre        | 0   | 6 | 0 | 0 | 6 | 1  | 14 | -13  |  | Chypre                     | 0-3 | 0-2 | 1-2 |     |

- La Lituanie refuse de jouer ses deux matchs contre la Biélorussie en raison de l'implication biélorusse dans l'invasion russe de l'Ukraine[8]. En conséquence, l'UEFA a décidé que la Lituanie perd deux fois 3 - 0 sur tapis vert. La Fédération de Lituanie de football devra payer 5000 € d'amende.

| 1re journée                | Chypre | 0 - 3   | Biélorussie                                                      | Stade Dhasaki-Achnas, Akhna                  |                                              |
| 5 avril 2024 16h00 (17h00) |        | (0 - 2) | 2e Kubichnaya (Linnik ) · 45+2e (pen.) Shuppo · 90+5e Shlapakova | Spectateurs : 114 Arbitrage : Stacey Pearson | Spectateurs : 114 Arbitrage : Stacey Pearson |
| 5 avril 2024 16h00 (17h00) |        | Rapport | 80e Voskobovich                                                  | Spectateurs : 114 Arbitrage : Stacey Pearson | Spectateurs : 114 Arbitrage : Stacey Pearson |

| 5 avril 2024  | Géorgie                                             | 2 - 2   | Lituanie                                      | Stade Mikheil-Meskhi, Tbilissi                     |                                                    |
| 17h00 (19h00) | ( Cheminava) Bakradze 12e · ( Ambalia) Bakradze 19e | (2 - 1) | 20e Lazdauskaitė (Jonušaitė ) · 59e Jonušaitė | Spectateurs : 2 100 Arbitrage : Araksya Saribekyan | Spectateurs : 2 100 Arbitrage : Araksya Saribekyan |
| 17h00 (19h00) | Danelia 14e · Pasikashvili 72e · Bebia 85e          | Rapport | 27e Rogačiova · 86e Liužinaitė                | Spectateurs : 2 100 Arbitrage : Araksya Saribekyan | Spectateurs : 2 100 Arbitrage : Araksya Saribekyan |

| 2e journée                 | Biélorussie                                  | 3 - 0   | Géorgie | Stade Dhasaki-Achnas, Akhna                           |                                                       |
| 9 avril 2024 18h00 (19h00) | Shlapakova 45e · Pilipenko 64e · Kozyupa 70e | (1 - 0) |         | Spectateurs : 0 Arbitrage : María Eugenia Gil Soriano | Spectateurs : 0 Arbitrage : María Eugenia Gil Soriano |
| 9 avril 2024 18h00 (19h00) | Rapport                                      |         |         | Spectateurs : 0 Arbitrage : María Eugenia Gil Soriano | Spectateurs : 0 Arbitrage : María Eugenia Gil Soriano |

| 9 avril 2024  | Lituanie                            | 1 - 0   | Chypre                          | Stade LFF, Vilnius                            |                                               |
| 18h30 (19h30) | ( Liužinaitė) Vaitukaitytė 46e      | (0 - 0) |                                 | Spectateurs : 357 Arbitrage : Louise Thompson | Spectateurs : 357 Arbitrage : Louise Thompson |
| 18h30 (19h30) | Petravičienė 57e · Romanovskaja 79e | Rapport | 46e Papadopoulou · 59e Siakalli | Spectateurs : 357 Arbitrage : Louise Thompson | Spectateurs : 357 Arbitrage : Louise Thompson |

| 3e journée  | Lituanie | 0 - 3 (Forfait) | Biélorussie |  |
| 31 mai 2024 |          |                 |             |  |
|             | Rapport  |                 |             |  |

| 31 mai 2024   | Chypre                    | 0 - 2   | Géorgie                         | Stade Dhasaki-Achnas, Akhna                   |                                               |
| 18h00 (19h00) |                           | (0 - 1) | 32e Khaburdzania · 63e Bakradze | Spectateurs : 270 Arbitrage : Karoline Jensen | Spectateurs : 270 Arbitrage : Karoline Jensen |
| 18h00 (19h00) | Michael 16e · Tsoukka 77e | Rapport | 24e, 39e Khaburdzania           | Spectateurs : 270 Arbitrage : Karoline Jensen | Spectateurs : 270 Arbitrage : Karoline Jensen |

| 4e journée  | Biélorussie | 3 - 0 (Forfait) | Lituanie |  |
| 4 juin 2024 |             |                 |          |  |
|             | Rapport     |                 |          |  |

| 4 juin 2024   | Géorgie      | 1 - 0   | Chypre | Stade Mikheil-Meskhi, Tbilissi                     |                                                    |
| 18h00 (20h00) | Bakradze 13e | (1 - 0) |        | Spectateurs : 1 250 Arbitrage : Farida Lutfaliyeva | Spectateurs : 1 250 Arbitrage : Farida Lutfaliyeva |
| 18h00 (20h00) | Rapport      |         |        | Spectateurs : 1 250 Arbitrage : Farida Lutfaliyeva | Spectateurs : 1 250 Arbitrage : Farida Lutfaliyeva |

| 5e journée                    | Géorgie                                        | 0 - 2   | Biélorussie                                        | Stade Mikheil-Meskhi, Tbilissi             |                                            |
| 12 juillet 2024 18h00 (20h00) |                                                | (0 - 0) | 86e Alkhovik (Linnik ) · 90+2e Valiuk (Pilipenko ) | Spectateurs : 1 240 Arbitrage : Oxana Cruc | Spectateurs : 1 240 Arbitrage : Oxana Cruc |
| 12 juillet 2024 18h00 (20h00) | Bukhrikidze 83e · Bakradze 90e · Ambalia 90+5e | Rapport | 33e Sitnikava · 65e Sas                            | Spectateurs : 1 240 Arbitrage : Oxana Cruc | Spectateurs : 1 240 Arbitrage : Oxana Cruc |

| 12 juillet 2024 | Chypre                        | 1 - 2   | Lituanie                        | Stade Dhasaki-Achnas, Akhna                      |                                                  |
| 19h00 (20h00)   | Matsoukari 24e                | (1 - 1) | 28e Jonušaitė · 90+5e Jonušaitė | Spectateurs : 207 Arbitrage : Jeļena Jermolajeva | Spectateurs : 207 Arbitrage : Jeļena Jermolajeva |
| 19h00 (20h00)   | Kyriakidi 14e · Michail 90+1e | Rapport | 80e Sarkanaitė                  | Spectateurs : 207 Arbitrage : Jeļena Jermolajeva | Spectateurs : 207 Arbitrage : Jeļena Jermolajeva |

| 6e journée                    | Lituanie                           | 0 - 1   | Géorgie                                          | Complexe sportif LSC Druskininkai, Druskininkai |                              |
| 16 juillet 2024 19h00 (20h00) |                                    | (0 - 0) | 88e (pen.) Bebia                                 | Arbitrage : Martina Molinaro                    | Arbitrage : Martina Molinaro |
| 16 juillet 2024 19h00 (20h00) | Neverdauskaitė 87e · Jonušaitė 87e | Rapport | 40e Cheminava · 89e Bakradze · 90+4e Bukhrikidze | Arbitrage : Martina Molinaro                    | Arbitrage : Martina Molinaro |

| 16 juillet 2024 | Biélorussie | 5 - 0   | Chypre | Stade Mikheil-Meskhi, Tbilissi            |                                           |
| 19h00 (21h00)   | Shuppo 15e (pen.) · ( Alkhovik) Maniukova 41e · ( Pilipenko) Alkhovik 55e · ( Shuppo) Belaya 65e · Charlionak 90e | (2 - 0) |        | Spectateurs : 0 Arbitrage : Vesna Miletić | Spectateurs : 0 Arbitrage : Vesna Miletić |
| 19h00 (21h00)   | Sas 35e | Rapport |        | Spectateurs : 0 Arbitrage : Vesna Miletić | Spectateurs : 0 Arbitrage : Vesna Miletić |

### Groupe 2
| Rang | Équipe            | Pts | J | G | N | P | Bp | Bc | Diff |  | Résultats (▼ dom., ► ext.) |     |     |     |     |
| ---- | ----------------- | --- | - | - | - | - | -- | -- | ---- |  | -------------------------- | --- | --- | --- | --- |
| 1    | Slovénie R        | 16  | 6 | 6 | 0 | 0 | 26 | 0  | +26  |  | Slovénie R                 |     | 6-0 | 4-0 | 2-0 |
| 2    | Lettonie          | 9   | 6 | 3 | 0 | 3 | 8  | 16 | -8   |  | Lettonie                   | 0-4 |     | 3-4 | 2-1 |
| 3    | Macédoine du Nord | 7   | 6 | 2 | 1 | 3 | 10 | 17 | -7   |  | Macédoine du Nord          | 0-5 | 1-2 |     | 1-1 |
| 4    | Moldavie          | 1   | 6 | 0 | 1 | 5 | 4  | 15 | -11  |  | Moldavie                   | 0-5 | 0-1 | 2-4 |     |

| 1re journée        | Slovénie                              | 2 - 0   | Moldavie                           | ŽŠD Stadion, Ljubljana                             |                                                    |
| 5 avril 2024 16h30 | Prašnikar 45+2e · ( Zver) Kuštrin 56e | (1 - 0) |                                    | Spectateurs : 525 Arbitrage : Andromachi Tsiofliki | Spectateurs : 525 Arbitrage : Andromachi Tsiofliki |
| 5 avril 2024 16h30 | Kastelec 63e                          | Rapport | 52e Mardari · 62e Guțu · 89e Topal | Spectateurs : 525 Arbitrage : Andromachi Tsiofliki | Spectateurs : 525 Arbitrage : Andromachi Tsiofliki |

| 5 avril 2024  | Lettonie                                                        | 3 - 4   | Macédoine du Nord                                                                      | LNK Sporta Parks, Riga                         |                                                |
| 16h30 (17h30) | Miksone 7e · ( Miksone) Poļuhoviča 63e · ( Voitāne) Miksone 76e | (1 - 3) | 17e Rochi · 25e (csc) Ročāne ( Andonova) · 32e Andonova · 69e (csc) Gornela ( Maksuti) | Spectateurs : 208 Arbitrage : Lovisa Johansson | Spectateurs : 208 Arbitrage : Lovisa Johansson |
| 16h30 (17h30) | Vainere 85e · Voitāne 90+4e                                     | Rapport | 70e Nikolovska · 76e Andonova                                                          | Spectateurs : 208 Arbitrage : Lovisa Johansson | Spectateurs : 208 Arbitrage : Lovisa Johansson |

| 2e journée         | Macédoine du Nord          | 0 - 5   | Slovénie | Centre d'entraînement Petar Miloševski, Skopje |                                           |
| 9 avril 2024 15h00 |                            | (0 - 2) | 24e Korošec ( Kastelec) · 29e (csc) Panchurova ( Zver) · 56e Prašnikar ( Čonč) · 84e Kajzba ( Križaj) · 88e Kolbl ( Prašnikar) | Spectateurs : 152 Arbitrage : Zoe Stavrou      | Spectateurs : 152 Arbitrage : Zoe Stavrou |
| 9 avril 2024 15h00 | Naceva 69e · Petrovska 87e | Rapport | | Spectateurs : 152 Arbitrage : Zoe Stavrou      | Spectateurs : 152 Arbitrage : Zoe Stavrou |

| 9 avril 2024  | Moldavie | 0 - 1   | Lettonie                          | Stade Zimbru, Chișinău                        |                                               |
| 17h00 (18h00) |          | (0 - 0) | 63e (csc) Colesnicenco ( Miksone) | Spectateurs : 340 Arbitrage : Teresa Oliveira | Spectateurs : 340 Arbitrage : Teresa Oliveira |
| 17h00 (18h00) |          | Rapport | 53e Ševcova · 87e Voitāne         | Spectateurs : 340 Arbitrage : Teresa Oliveira | Spectateurs : 340 Arbitrage : Teresa Oliveira |

| 3e journée        | Macédoine du Nord        | 1 - 1   | Moldavie            | Centre d'entraînement Petar Miloševski, Skopje |                                             |
| 31 mai 2024 17h00 | Maksuti 52e              | (1 - 1) | 55e Țabur ( Colnic) | Spectateurs : 150 Arbitrage : Audrey Gerbel    | Spectateurs : 150 Arbitrage : Audrey Gerbel |
| 31 mai 2024 17h00 | Bošeska 37e · Meijer 65e | Rapport | 78e Guțu            | Spectateurs : 150 Arbitrage : Audrey Gerbel    | Spectateurs : 150 Arbitrage : Audrey Gerbel |

| 31 mai 2024 | Slovénie | 6 - 0   | Lettonie                                     | Fazanerija City Stadium, Murska Sobota            |                                                   |
| 18h00       | ( Korošec) Agrež 32e · ( Prašnikar) Golob 57e · ( Prašnikar) Kolbl 70e · Kajzba 75e · Korošec 77e · ( Korošec) Prašnikar 57e | (1 - 0) |                                              | Spectateurs : 549 Arbitrage : Ana Maria Terteleac | Spectateurs : 549 Arbitrage : Ana Maria Terteleac |
| 18h00       | Eržen 8e | Rapport | 42e Poļuhoviča · 52e Suvitra · 69e Čemirtāne | Spectateurs : 549 Arbitrage : Ana Maria Terteleac | Spectateurs : 549 Arbitrage : Ana Maria Terteleac |

| 4e journée                | Lettonie      | 0 - 4   | Slovénie                                                                                   | Stade Slokas, Jūrmala                         |                                               |
| 4 juin 2024 17h00 (18h00) |               | (0 - 2) | 24e Prašnikar ( Korošec) · 42e Prašnikar ( Eržen) · 47e Kolbl ( Zver) · 72e Janež ( Eržen) | Spectateurs : 224 Arbitrage : Sofiya Prychyna | Spectateurs : 224 Arbitrage : Sofiya Prychyna |
| 4 juin 2024 17h00 (18h00) | Zaičikova 23e | Rapport |                                                                                            | Spectateurs : 224 Arbitrage : Sofiya Prychyna | Spectateurs : 224 Arbitrage : Sofiya Prychyna |

| 4 juin 2024   | Moldavie                                   | 2 - 4   | Macédoine du Nord                                                                              | Stade Zimbru, Chișinău                          |                                                 |
| 18h00 (19h00) | ( Manoil) Țabur 22e · ( Chiper) Colnic 59e | (1 - 3) | 2e (csc) Bădiceanu ( Maksuti) · 26e (pen.) Andonova · 43e Andreevska ( Maksuti) · 75e Andonova | Spectateurs : 378 Arbitrage : Ioanna Allayiotou | Spectateurs : 378 Arbitrage : Ioanna Allayiotou |
| 18h00 (19h00) | Doiban 74e                                 | Rapport | 38e Meijer                                                                                     | Spectateurs : 378 Arbitrage : Ioanna Allayiotou | Spectateurs : 378 Arbitrage : Ioanna Allayiotou |

| 5e journée            | Macédoine du Nord           | 1 - 2   | Lettonie                         | Centre d'entraînement Petar Miloševski, Skopje |                                              |
| 12 juillet 2024 19h00 | Andonova 90+2e              | (0 - 1) | 45+3e Poļuhoviča · 90+5e Ševcova | Spectateurs : 200 Arbitrage : Jana Van Laere   | Spectateurs : 200 Arbitrage : Jana Van Laere |
| 12 juillet 2024 19h00 | Nedeva 40e · Nikolovska 85e | Rapport | 90+3e Zaičikova                  | Spectateurs : 200 Arbitrage : Jana Van Laere   | Spectateurs : 200 Arbitrage : Jana Van Laere |

| 12 juillet 2024 | Moldavie | 0 - 5   | Slovénie | Stade Zimbru, Chișinău                       |                                              |
| 19h00 (20h00)   |          | (0 - 4) | 28e Kolbl (Prašnikar ) · 36e Makovec (Kolbl ) · 44e Prašnikar (Eržen ) · 45+3e Kramžar (Agrež ) · 87e Korošec ( Kastelec) | Spectateurs : 416 Arbitrage : Melis Özçiğdem | Spectateurs : 416 Arbitrage : Melis Özçiğdem |
| 19h00 (20h00)   | Rapport  |         | | Spectateurs : 416 Arbitrage : Melis Özçiğdem | Spectateurs : 416 Arbitrage : Melis Özçiğdem |

| 6e journée            | Slovénie                                                          | 4 - 0   | Macédoine du Nord          | Aluminij Sports Park, Kidričevo     |                                     |
| 16 juillet 2024 19h00 | Prašnikar 3e · Prašnikar 6e · Korošec 35e · ( Janež) Kastelec 71e | (3 - 0) |                            | Arbitrage : Frederikke Lydia Søkjær | Arbitrage : Frederikke Lydia Søkjær |
| 16 juillet 2024 19h00 | Mihelič 85e                                                       | Rapport | 74e Naceva · 90+1e Maksuti | Arbitrage : Frederikke Lydia Søkjær | Arbitrage : Frederikke Lydia Søkjær |

| 16 juillet 2024 | Lettonie                                          | 2 - 1   | Moldavie              | Stade Daugava, Riga            |                                |
| 19h00 (20h00)   | ( Ševcova) Čemirtāne 24e · ( Ševcova) Miksone 82e | (1 - 1) | 37e Chiper (Topal )   | Arbitrage : Milica Milovanović | Arbitrage : Milica Milovanović |
| 19h00 (20h00)   | Poļuhoviča 45+3e · Voitāne 90+2e                  | Rapport | 65e Guțu · 89e Vîrlan | Arbitrage : Milica Milovanović | Arbitrage : Milica Milovanović |

### Groupe 3
| Rang | Équipe     | Pts | J | G | N | P | Bp | Bc | Diff |  | Résultats (▼ dom., ► ext.) |     |     |     |     |
| ---- | ---------- | --- | - | - | - | - | -- | -- | ---- |  | -------------------------- | --- | --- | --- | --- |
| 1    | Grèce R    | 16  | 6 | 5 | 1 | 0 | 17 | 4  | +13  |  | Grèce R                    |     | 2-2 | 1-0 | 6-0 |
| 2    | Monténégro | 10  | 6 | 3 | 1 | 2 | 21 | 10 | +11  |  | Monténégro                 | 2-3 |     | 5-1 | 6-1 |
| 3    | Îles Féroé | 9   | 6 | 3 | 0 | 3 | 11 | 9  | +2   |  | Îles Féroé                 | 0-2 | 2-1 |     | 4-0 |
| 4    | Andorre    | 0   | 6 | 0 | 0 | 6 | 2  | 28 | -26  |  | Andorre                    | 0-3 | 1-5 | 0-4 |     |

| 1re journée        | Monténégro | 6 - 1   | Andorre                                | Podgorica City Stadium, Podgorica                |                                                  |
| 5 avril 2024 16h30 | ( Djoković) Bulatović 27e · ( Dešić) Djoković 37e · ( Tomašević) Dešić 51e · ( Karličić) Dešić 61e · ( Bulatović) Božić 74e · Bulatović 90+3e (pen.) | (2 - 1) | 41e Armengol                           | Spectateurs : 250 Arbitrage : Farida Lutfaliyeva | Spectateurs : 250 Arbitrage : Farida Lutfaliyeva |
| 5 avril 2024 16h30 | | Rapport | 32e Muelas · 63e Rosas · 73e Gonçalves | Spectateurs : 250 Arbitrage : Farida Lutfaliyeva | Spectateurs : 250 Arbitrage : Farida Lutfaliyeva |

| 5 avril 2024  | Grèce            | 1 - 0   | Îles Féroé    | Stade Theódoros-Vardinogiánnis, Héraklion   |                                             |
| 19h00 (20h00) | Sarri 55e (pen.) | (0 - 0) |               | Spectateurs : 1 050 Arbitrage : Rita Vehapi | Spectateurs : 1 050 Arbitrage : Rita Vehapi |
| 19h00 (20h00) | Paterna 49e      | Rapport | 51e Klakstein | Spectateurs : 1 050 Arbitrage : Rita Vehapi | Spectateurs : 1 050 Arbitrage : Rita Vehapi |

| 2e journée         | Monténégro                                                                                 | 5 - 1   | Îles Féroé                   | Podgorica City Stadium, Podgorica           |                                             |
| 9 avril 2024 16h30 | Tomašević 17e · ( Djoković) Kuć 27e · Kuć 58e · ( Dešić) Djoković 84e · ( Kuć) Dešić 90+1e | (2 - 1) | 9e Christiansen              | Spectateurs : 300 Arbitrage : Emily Heaslip | Spectateurs : 300 Arbitrage : Emily Heaslip |
| 9 avril 2024 16h30 | Božić 45+1e · Janjušević 86e                                                               | Rapport | 79e Svarvadal · 90e Jacobsen | Spectateurs : 300 Arbitrage : Emily Heaslip | Spectateurs : 300 Arbitrage : Emily Heaslip |

| 9 avril 2024 | Andorre                                                | 0 - 3   | Grèce                                               | Estadi Nacional, Andorre-la-Vieille              |                                                  |
| 19h00        |                                                        | (0 - 1) | 45+3e (pen.) Sarri · 56e Spyridonidou · 67e Gkatsou | Spectateurs : 428 Arbitrage : Jurgita Mačikunytė | Spectateurs : 428 Arbitrage : Jurgita Mačikunytė |
| 19h00        | Colobrans 20e · Muelas 33e · Marques 45+2e · Lluch 77e | Rapport | 50e Moraitou · 60e Pouliou                          | Spectateurs : 428 Arbitrage : Jurgita Mačikunytė | Spectateurs : 428 Arbitrage : Jurgita Mačikunytė |

| 3e journée                | Grèce                                                                                 | 2 - 2   | Monténégro                                  | Stade Theódoros-Vardinogiánnis, Héraklion      |                                                |
| 31 mai 2024 17h00 (18h00) | Markou 11e · ( Sarri) Spyridonidou 49e                                                | (1 - 1) | 3e Kuć (Djoković ) · 90+4e (pen.) Bulatović | Spectateurs : 852 Arbitrage : Fatemeh Zangeneh | Spectateurs : 852 Arbitrage : Fatemeh Zangeneh |
| 31 mai 2024 17h00 (18h00) | Gkatsou 16e · Gkoúni Papaioannou 36e · Palama 40e · Chalatsogianni 84e · Markou 90+3e | Rapport | 43e Bulatović · 76e Sarić · 90+6e Stanovic  | Spectateurs : 852 Arbitrage : Fatemeh Zangeneh | Spectateurs : 852 Arbitrage : Fatemeh Zangeneh |

| 31 mai 2024   | Îles Féroé | 4 - 0   | Andorre                   | Tórsvøllur, Tórshavn                           |                                                |
| 17h45 (16h45) | ( T. Joensen) Dal Christiansen 25e · ( Tórolvsdóttir) Johannesen 48e · ( T. Joensen) Ryan 67e · ( Tórolvsdóttir) Hoydal 79e | (1 - 0) |                           | Spectateurs : 507 Arbitrage : Marisca Overtoom | Spectateurs : 507 Arbitrage : Marisca Overtoom |
| 17h45 (16h45) | Hummeland 86e | Rapport | 57e Rosas · 72e Colobrans | Spectateurs : 507 Arbitrage : Marisca Overtoom | Spectateurs : 507 Arbitrage : Marisca Overtoom |

| 4e journée                | Îles Féroé | 0 - 2   | Grèce                                      | Tórsvøllur, Tórshavn                         |                                              |
| 4 juin 2024 17h45 (16h45) |            | (0 - 1) | 13e Sarri · 78e Kóngouli (Chalatsogianni ) | Spectateurs : 477 Arbitrage : Laura Mauricio | Spectateurs : 477 Arbitrage : Laura Mauricio |
| 4 juin 2024 17h45 (16h45) | Rapport    |         |                                            | Spectateurs : 477 Arbitrage : Laura Mauricio | Spectateurs : 477 Arbitrage : Laura Mauricio |

| 4 juin 2024 | Andorre                          | 1 - 5   | Monténégro                                                                              | Estadi Nacional, Andorre-la-Vieille           |                                               |
| 19h00       | Gonçalves 10e                    | (1 - 3) | 1re Kuć · 6e Kuć (Karličić ) · 32e Dešić · 56e Djoković (Dešić ) · 58e Bulatović (Kuć ) | Spectateurs : 376 Arbitrage : Joanna Vassallo | Spectateurs : 376 Arbitrage : Joanna Vassallo |
| 19h00       | A. Correia 45+1e · Gonçalves 69e | Rapport | 34e Božić                                                                               | Spectateurs : 376 Arbitrage : Joanna Vassallo | Spectateurs : 376 Arbitrage : Joanna Vassallo |

| 5e journée                    | Îles Féroé                                       | 2 - 1   | Monténégro                      | Tórsvøllur, Tórshavn                           |                                                |
| 12 juillet 2024 17h45 (16h45) | Sevdal 19e · Tórolsdóttir 32e                    | (2 - 1) | 22e Kuć (Dešić )                | Spectateurs : 247 Arbitrage : Emilie Torkelsen | Spectateurs : 247 Arbitrage : Emilie Torkelsen |
| 12 juillet 2024 17h45 (16h45) | A. Johannesen 58e · Mortensen 82e · Hoydal 90+4e | Rapport | 90+2e Stanovic · 90+4e Karličić | Spectateurs : 247 Arbitrage : Emilie Torkelsen | Spectateurs : 247 Arbitrage : Emilie Torkelsen |

| 12 juillet 2024 | Grèce | 6 - 0   | Andorre | Stade Theódoros-Vardinogiánnis, Héraklion     |                                               |
| 19h00 (20h00)   | ( Sarrí) Kóngouli 1re · ( Mitkou) Sarrí 23e · Kóngouli 58e · ( Spyridonidou) Papadopoúlou 69e · ( Spyridonidou) Papadopoúlou 79e · ( Koskeridou) Papadopoúlou 89e | (2 - 0) |         | Spectateurs : 725 Arbitrage : Roxana Recorean | Spectateurs : 725 Arbitrage : Roxana Recorean |
| 19h00 (20h00)   | Rapport |         |         | Spectateurs : 725 Arbitrage : Roxana Recorean | Spectateurs : 725 Arbitrage : Roxana Recorean |

| 6e journée            | Monténégro                                      | 2 - 3   | Grèce                                                               | Camp FSCG, Podgorica        |                             |
| 16 juillet 2024 19h00 | Bulatović 90+5e (pen.) · Bulatović 90+8e (pen.) | (0 - 2) | 6e Kóngouli (Mitkou ) · 24e Spyridonidou (Moraitou ) · 62e Kóngouli | Arbitrage : Karoline Wacker | Arbitrage : Karoline Wacker |
| 16 juillet 2024 19h00 | Božić 42e · Popović 44e · Bulatović 73e         | Rapport | 9e Papaioannou · 90+7e Kalambouki                                   | Arbitrage : Karoline Wacker | Arbitrage : Karoline Wacker |

| 16 juillet 2024 | Andorre                                   | 0 - 4   | Îles Féroé                                                                      | Estadi Nacional, Andorre-la-Vieille |                                  |
| 19h00           |                                           | (0 - 2) | 19e Tórolvsdóttir · 21e Klakstein (Hummeland ) · 72e Johannesen · 90+7e Joensen | Arbitrage : Eglantina Pjetrushaj    | Arbitrage : Eglantina Pjetrushaj |
| 19h00           | Rosas 39e · Colobrans 81e · Vazquez 90+6e | Rapport | 18e Ryan                                                                        | Arbitrage : Eglantina Pjetrushaj    | Arbitrage : Eglantina Pjetrushaj |

### Groupe 4
| Rang | Équipe     | Pts | J | G | N | P | Bp | Bc | Diff |  | Résultats (▼ dom., ► ext.) |     |     |     |     |
| ---- | ---------- | --- | - | - | - | - | -- | -- | ---- |  | -------------------------- | --- | --- | --- | --- |
| 1    | Roumanie R | 18  | 6 | 6 | 0 | 0 | 16 | 1  | +15  |  | Roumanie R                 |     | 1-0 | 3-1 | 1-0 |
| 2    | Bulgarie   | 7   | 6 | 2 | 1 | 3 | 6  | 8  | -2   |  | Bulgarie                   | 0-3 |     | 2-3 | 0-0 |
| 3    | Arménie    | 6   | 6 | 2 | 0 | 4 | 8  | 18 | -10  |  | Arménie                    | 0-5 | 1-3 |     | 2-1 |
| 4    | Kazakhstan | 4   | 6 | 1 | 1 | 4 | 5  | 8  | -3   |  | Kazakhstan                 | 0-3 | 0-1 | 4-1 |     |

| 1re journée                | Arménie    | 0 - 5   | Roumanie                                                                                          | Armavir Stadium, Armavir                     |                                              |
| 5 avril 2024 13h00 (15h00) |            | (0 - 1) | 42e Goder (Olar ) · 62e Vătafu · 65e (csc) Taylor (Meluță ) · 69e Ciolacu · 80e Herczeg (Borodi ) | Spectateurs : 560 Arbitrage : Vanja Jankovic | Spectateurs : 560 Arbitrage : Vanja Jankovic |
| 5 avril 2024 13h00 (15h00) | Taylor 68e | Rapport |                                                                                                   | Spectateurs : 560 Arbitrage : Vanja Jankovic | Spectateurs : 560 Arbitrage : Vanja Jankovic |

| 5 avril 2024  | Kazakhstan                        | 0 - 1   | Bulgarie      | Stade central, Almaty                        |                                              |
| 13h00 (16h00) |                                   | (0 - 1) | 45+5e Petkova | Spectateurs : 213 Arbitrage : Meliz Özçiğdem | Spectateurs : 213 Arbitrage : Meliz Özçiğdem |
| 13h00 (16h00) | Kulmagambetova 34e · Demidova 44e | Rapport |               | Spectateurs : 213 Arbitrage : Meliz Özçiğdem | Spectateurs : 213 Arbitrage : Meliz Özçiğdem |

| 2e journée                 | Bulgarie                                           | 2 - 3   | Arménie                                                                            | Stade Aleksandar Shalamanov, Sofia             |                                                |
| 9 avril 2024 17h00 (18h00) | ( Popadiynova) Rasina 61e · Popadiynova 85e (pen.) | (0 - 1) | 42e Kazanchian (Nersesian ) · 49e Kazanchian (Artin ) · 90+1e Safaryan (Asatryan ) | Spectateurs : 237 Arbitrage : Emilie Torkelsen | Spectateurs : 237 Arbitrage : Emilie Torkelsen |
| 9 avril 2024 17h00 (18h00) | Boycheva 74e · Rasina 86e · Radoyska 90+1e         | Rapport | 57e Taylor · 86e Pogosian · 90+9e I. Naydenova                                     | Spectateurs : 237 Arbitrage : Emilie Torkelsen | Spectateurs : 237 Arbitrage : Emilie Torkelsen |

| 9 avril 2024  | Roumanie           | 1 - 0   | Kazakhstan | Stade Arcul de Triumf, Bucarest                    |                                                    |
| 18h00 (19h00) | ( Vătafu) Carp 69e | (0 - 0) |            | Spectateurs : 2 071 Arbitrage : Jeļena Jermolajeva | Spectateurs : 2 071 Arbitrage : Jeļena Jermolajeva |
| 18h00 (19h00) | Ciolacu 87e        | Rapport |            | Spectateurs : 2 071 Arbitrage : Jeļena Jermolajeva | Spectateurs : 2 071 Arbitrage : Jeļena Jermolajeva |

| 3e journée                | Arménie                                     | 2 - 1   | Kazakhstan                        | Armavir Stadium, Armavir                    |                                             |
| 31 mai 2024 15h00 (17h00) | ( Pizlova) Dallakyan 13e · Artin 49e (pen.) | (1 - 0) | 70e Kulmagambetova (Bibossynova ) | Spectateurs : 130 Arbitrage : Elena Gobjila | Spectateurs : 130 Arbitrage : Elena Gobjila |
| 31 mai 2024 15h00 (17h00) |                                             | Rapport | 69e Norbayeva                     | Spectateurs : 130 Arbitrage : Elena Gobjila | Spectateurs : 130 Arbitrage : Elena Gobjila |

| 31 mai 2024   | Roumanie                   | 1 - 0   | Bulgarie                  | Stade Arcul de Triumf, Bucarest               |                                               |
| 18h00 (19h00) | ( Balaceanu) Vătafu 76e    | (0 - 0) |                           | Spectateurs : 1 709 Arbitrage : Kathrin Huber | Spectateurs : 1 709 Arbitrage : Kathrin Huber |
| 18h00 (19h00) | Vasile 54e · Stanciu 90+3e | Rapport | 66e Petkova · 88e Shopska | Spectateurs : 1 709 Arbitrage : Kathrin Huber | Spectateurs : 1 709 Arbitrage : Kathrin Huber |

| 4e journée                | Kazakhstan | 4 - 1   | Arménie       | Stade central, Almaty                                 |                                                       |
| 4 juin 2024 16h00 (19h00) | ( Kulmagambetova) Burova 28e · ( Bibossynova) Gaistenova 35e · ( Bibossynova) Gaistenova 57e · Turlybekova 58e | (2 - 1) | 39e Artin     | Spectateurs : 164 Arbitrage : Mzevinari Sharashanidze | Spectateurs : 164 Arbitrage : Mzevinari Sharashanidze |
| 4 juin 2024 16h00 (19h00) | | Rapport | 87e Ghazaryan | Spectateurs : 164 Arbitrage : Mzevinari Sharashanidze | Spectateurs : 164 Arbitrage : Mzevinari Sharashanidze |

| 4 juin 2024   | Bulgarie                    | 0 - 3   | Roumanie                                       | Stade Aleksandar Shalamanov, Sofia               |                                                  |
| 18h00 (19h00) |                             | (0 - 1) | 39e Vătafu · 51e Carp (Ciolacu ) · 79e Herczeg | Spectateurs : 176 Arbitrage : Jurgita Mačikunytė | Spectateurs : 176 Arbitrage : Jurgita Mačikunytė |
| 18h00 (19h00) | Boycheva 37e · Dimanova 65e | Rapport |                                                | Spectateurs : 176 Arbitrage : Jurgita Mačikunytė | Spectateurs : 176 Arbitrage : Jurgita Mačikunytė |

| 5e journée                    | Kazakhstan | 0 - 3   | Roumanie                                                           | Stade central, Almaty                          |                                                |
| 12 juillet 2024 16h00 (19h00) |            | (0 - 2) | 17e Carp (Stanciu ) · 40e Olar (Vătafu ) · 60e Iordachiusi (Olar ) | Spectateurs : 367 Arbitrage : Lovisa Johansson | Spectateurs : 367 Arbitrage : Lovisa Johansson |
| 12 juillet 2024 16h00 (19h00) | Rapport    |         |                                                                    | Spectateurs : 367 Arbitrage : Lovisa Johansson | Spectateurs : 367 Arbitrage : Lovisa Johansson |

| 12 juillet 2024 | Arménie                      | 1 - 3   | Bulgarie                                                                   | Stade Républicain Vazgen-Sargsyan, Erevan |                                           |
| 17h45 (19h45)   | ( Artin) Safaryan 75e        | (0 - 2) | 13e Petrova (Popadiynova ) · 26e Karaivanova (Popadiynova ) · 90+1e Yaneva | Spectateurs : 419 Arbitrage : Zoe Stravou | Spectateurs : 419 Arbitrage : Zoe Stravou |
| 17h45 (19h45)   | Asatryan 33e · Ghazaryan 51e | Rapport | 61e Petkova · 83e Shahanska                                                | Spectateurs : 419 Arbitrage : Zoe Stravou | Spectateurs : 419 Arbitrage : Zoe Stravou |

| 6e journée                    | Roumanie                                                                | 3 - 1   | Arménie            | Stade Arcul de Triumf, Bucarest       |                                       |
| 16 juillet 2024 19h00 (20h00) | ( Balaceanu) Ciolacu 38e · ( Ciolacu) Olar 50e · ( Balaceanu) Marcu 74e | (1 - 0) | 89e T. Khachatryan | Arbitrage : María Eugenia Gil Soriano | Arbitrage : María Eugenia Gil Soriano |
| 16 juillet 2024 19h00 (20h00) | Gered 45+2e                                                             | Rapport |                    | Arbitrage : María Eugenia Gil Soriano | Arbitrage : María Eugenia Gil Soriano |

| 16 juillet 2024 | Bulgarie | 0 - 0 | Kazakhstan | Stade Aleksandar Shalamanov, Sofia |                              |
| 19h00 (20h00)   |          |       |            | Arbitrage : Kristina Kozoroh       | Arbitrage : Kristina Kozoroh |
| 19h00 (20h00)   | Rapport  |       |            | Arbitrage : Kristina Kozoroh       | Arbitrage : Kristina Kozoroh |

### Groupe 5
| Rang | Équipe     | Pts | J | G | N | P | Bp | Bc | Diff |  | Résultats (▼ dom., ► ext.) |     |     |     |
| ---- | ---------- | --- | - | - | - | - | -- | -- | ---- |  | -------------------------- | --- | --- | --- |
| 1    | Albanie R  | 9   | 4 | 3 | 0 | 1 | 8  | 4  | +4   |  | Albanie R                  |     | 3-1 | 2-0 |
| 2    | Luxembourg | 5   | 4 | 1 | 2 | 1 | 5  | 6  | -1   |  | Luxembourg                 | 2-1 |     | 1-1 |
| 3    | Estonie    | 2   | 4 | 0 | 2 | 2 | 3  | 6  | -3   |  | Estonie                    | 1-2 | 1-1 |     |

| 1re journée        | Luxembourg                                             | 2 - 1   | Albanie               | Stade Émile Mayrisch, Esch-sur-Alzette       |                                              |
| 5 avril 2024 19h30 | ( L. Schmit) C. Schmit 68e · ( L. Schmit) Thompson 87e | (0 - 1) | 43e Gjini             | Spectateurs : 511 Arbitrage : Marina Zechner | Spectateurs : 511 Arbitrage : Marina Zechner |
| 5 avril 2024 19h30 | Fernades 42e · Estevez 80e                             | Rapport | 34e Franja · 45e Doci | Spectateurs : 511 Arbitrage : Marina Zechner | Spectateurs : 511 Arbitrage : Marina Zechner |

| 2e journée         | Albanie                                      | 2 - 0   | Estonie | Arena Kombëtare, Tirana                           |                                                   |
| 9 avril 2024 20h00 | F. Berisha 31e · ( F. Berisha) Maksuti 90+3e | (1 - 0) |         | Spectateurs : 720 Arbitrage : Anastasiya Romanyuk | Spectateurs : 720 Arbitrage : Anastasiya Romanyuk |
| 9 avril 2024 20h00 | Franja 9e · Maliqi 70e                       | Rapport |         | Spectateurs : 720 Arbitrage : Anastasiya Romanyuk | Spectateurs : 720 Arbitrage : Anastasiya Romanyuk |

| 3e journée                | Estonie                 | 1 - 2   | Albanie                                   | Lilleküla Stadium, Tallinn                         |                                                    |
| 31 mai 2024 17h00 (18h00) | ( Tammik) Himanen 11e   | (1 - 1) | 7e F. Berisha (Maksuti ) · 90+2e Krasniqi | Spectateurs : 934 Arbitrage : Tatyana Sorokopudova | Spectateurs : 934 Arbitrage : Tatyana Sorokopudova |
| 31 mai 2024 17h00 (18h00) | Lillemäe 73e · Kork 85e | Rapport |                                           | Spectateurs : 934 Arbitrage : Tatyana Sorokopudova | Spectateurs : 934 Arbitrage : Tatyana Sorokopudova |

| 4e journée        | Albanie                                        | 3 - 1   | Luxembourg   | Arena Kombëtare, Tirana |                         |
| 4 juin 2024 18h00 | Doci 29e (pen.) · Krasniqi 45+2e · Berisha 46e | (2 - 0) | 90+1e Kremer | Arbitrage : Melek Dakan | Arbitrage : Melek Dakan |
| 4 juin 2024 18h00 | Franja 63e                                     | Rapport | 81e Albert   | Arbitrage : Melek Dakan | Arbitrage : Melek Dakan |

| 5e journée            | Luxembourg | 1 - 1   | Estonie                 | Stade Émile-Mayrisch, Esch-sur-Alzette |                         |
| 12 juillet 2024 19h30 | Miller 48e | (0 - 0) | 53e Tammik              | Arbitrage : Tjaša Misja                | Arbitrage : Tjaša Misja |
| 12 juillet 2024 19h30 | Kremer 90e | Rapport | 65e Volkov · 88e Saulep | Arbitrage : Tjaša Misja                | Arbitrage : Tjaša Misja |

| 6e journée                    | Estonie                     | 1 - 1   | Luxembourg   | Stade Tamme de Tartu, Tartu |                          |
| 16 juillet 2024 19h00 (20h00) | Teern 49e                   | (0 - 1) | 18e Thompson | Arbitrage : Teona Sturua    | Arbitrage : Teona Sturua |
| 16 juillet 2024 19h00 (20h00) | Himanen 66e · Kubassova 82e | Rapport | 43e Mateus   | Arbitrage : Teona Sturua    | Arbitrage : Teona Sturua |

### Accession aux barrages
Les équipes en deuxième position dans chaque groupe de la Ligue C sont classées de la position 1 à la position 5 sur la base du classement général des Éliminatoires pour l'Euro 2025.
En raison de la présence d'un groupe de trois équipes (Groupe 5) dans cette ligue, les résultats contre les équipes classées quatrièmes des quatre premiers groupes (Groupe 1 à 4) ne sont pas pris en compte dans ce classement.
Les équipes classées en position 1 (38e), position 2 (39e) et position 3 (40e) seront qualifiées pour les barrages, tandis que les deux dernières équipes seront éliminées.
| Rang | Équipe                | Pts | J | G | N | P | Bp | Bc | Diff |
| ---- | --------------------- | --- | - | - | - | - | -- | -- | ---- |
| 38   | Luxembourg (Groupe 5) | 5   | 4 | 1 | 2 | 1 | 5  | 6  | -1   |
| 39   | Monténégro (Groupe 3) | 4   | 4 | 1 | 1 | 2 | 10 | 8  | +2   |
| 40   | Géorgie (Groupe 1)    | 4   | 4 | 1 | 1 | 2 | 3  | 7  | -4   |
| 41   | Bulgarie (Groupe 4)   | 3   | 4 | 1 | 0 | 3 | 5  | 8  | -3   |
| 42   | Lettonie (Groupe 2)   | 3   | 4 | 1 | 0 | 3 | 5  | 15 | -10  |

## Classement général
Légende des classements
- Promues en Ligue B

| Ligue C | Ligue C           | Ligue C                         | Ligue C | Ligue C | Ligue C | Ligue C | Ligue C | Ligue C | Ligue C | Ligue C | Ligue C |
| Rang    | Nation            | Parcours                        | Gr.     | MJ      | G       | N       | P       | Pts     | Bp      | Bc      | Diff    |
| ------- | ----------------- | ------------------------------- | ------- | ------- | ------- | ------- | ------- | ------- | ------- | ------- | ------- |
| 33e     | Slovénie R        | Meilleur premier de groupe      | 2       | 4       | 4       | 0       | 0       | 12      | 19      | 0       | +19     |
| 34e     | Roumanie R        | 2e meilleur premier de groupe   | 4       | 4       | 4       | 0       | 0       | 12      | 12      | 1       | +11     |
| 35e     | Biélorussie R     | 3e meilleur premier de groupe   | 1       | 4       | 4       | 0       | 0       | 12      | 11      | 0       | +11     |
| 36e     | Grèce R           | 4e meilleur premier de groupe   | 3       | 4       | 3       | 1       | 0       | 10      | 8       | 4       | +4      |
| 37e     | Albanie R         | 5e meilleur premier de groupe   | 5       | 4       | 3       | 0       | 1       | 9       | 8       | 4       | +4      |
|         |                   |                                 |         |         |         |         |         |         |         |         |         |
| 38e     | Luxembourg        | Meilleur deuxième de groupe     | 5       | 4       | 1       | 2       | 1       | 5       | 5       | 6       | -1      |
| 39e     | Monténégro        | 2e meilleur deuxième de groupe  | 3       | 4       | 1       | 1       | 2       | 4       | 10      | 8       | +2      |
| 40e     | Géorgie           | 4e meilleur deuxième de groupe  | 1       | 4       | 1       | 1       | 2       | 4       | 3       | 7       | -4      |
| 41e     | Bulgarie          | 3e meilleur deuxième de groupe  | 4       | 4       | 1       | 0       | 3       | 3       | 5       | 8       | -3      |
| 42e     | Lettonie          | 5e meilleur deuxième de groupe  | 2       | 4       | 1       | 0       | 3       | 3       | 5       | 15      | -10     |
|         |                   |                                 |         |         |         |         |         |         |         |         |         |
| 43e     | Îles Féroé        | Meilleur troisième de groupe    | 3       | 4       | 1       | 0       | 3       | 3       | 3       | 9       | -6      |
| 44e     | Arménie           | 2e meilleur troisième de groupe | 4       | 4       | 1       | 0       | 3       | 3       | 5       | 13      | -8      |
| 45e     | Macédoine du Nord | 3e meilleur troisième de groupe | 2       | 4       | 1       | 0       | 3       | 3       | 5       | 14      | -9      |
| 46e     | Estonie           | 4e meilleur troisième de groupe | 5       | 4       | 0       | 2       | 2       | 2       | 3       | 6       | -3      |
| 47e     | Lituanie          | 5e meilleur troisième de groupe | 1       | 4       | 0       | 1       | 3       | 1       | 2       | 9       | -7      |
|         |                   |                                 |         |         |         |         |         |         |         |         |         |
| 48e     | Kazakhstan        | Meilleur quatrième de groupe    | 4       | 6       | 1       | 1       | 4       | 4       | 5       | 8       | -3      |
| 49e     | Moldavie          | 2e meilleur quatrième de groupe | 2       | 6       | 0       | 1       | 5       | 1       | 4       | 15      | -11     |
| 50e     | Chypre            | 3e meilleur quatrième de groupe | 1       | 6       | 0       | 0       | 6       | 0       | 1       | 14      | -13     |
| 51e     | Andorre           | 4e meilleur quatrième de groupe | 3       | 6       | 0       | 0       | 6       | 0       | 2       | 28      | -26     |